# Stefan Guay
Stefan Guay (Montréal, 19 marzo 1986) è un allenatore di sci alpino ed ex sciatore alpino canadese.
È fratello di Erik, a sua volta sciatore alpino di alto livello.

## Biografia

### Carriera sciistica
Originario di Mont-Tremblant e attivo in gare FIS dal gennaio del 2002, Guay esordì in Nor-Am Cup il 2 gennaio 2003 a Sunday River in slalom gigante (18º). Ai Mondiali juniores di Bardonecchia 2005 vinse la medaglia di bronzo nello slalom gigante; nello stesso anno conquistò il primo podio in Nor-Am Cup, il 18 marzo a Le Massif in supergigante (3º), ed esordì in Coppa del Mondo, il 16 dicembre in Val Gardena nella medesima specialità, senza completare la gara. Ai successivi Mondiali juniores di Québec 2006 vinse la medaglia d'oro nello slalom gigante e quella di bronzo nella discesa libera.
Conquistò la prima vittoria in Nor-Am Cup il 7 dicembre 2006 a Lake Louise in discesa libera e il 26 novembre successivo ottenne il miglior piazzamento in Coppa del Mondo, nella medesima località in supergigante (25º). Il 16 dicembre 2008 colse l'ultima vittoria in Nor-Am Cup, a Panorama in supergigante, e il 7 dicembre seguente prese per l'ultima volta il via in Coppa del Mondo, a Beaver Creek in slalom gigante, senza completare la gara. Si ritirò al termine di quella stessa stagione 2008-2009 a causa di numerosi infortuni e la sua ultima gara fu il supergigante di Nor-Am Cup disputato a Lake Placid il 12 marzo, nel quale Guay ottenne l'ultimo podio nel circuito (2º). Non prese parte a rassegne olimpiche o iridate.

### Carriera da allenatore
Dopo il ritiro è diventato allenatore nei quadri della Federazione sciistica del Canada, occupandosi della squadra maschile di velocità di Coppa del Mondo.

## Palmarès

### Mondiali juniores
- 3 medaglie:
  - 1 oro (slalom gigante a Québec 2006)
  - 2 bronzi (slalom gigante a Bardonecchia 2005; discesa libera a Québec 2006)

### Coppa del Mondo
- Miglior piazzamento in classifica generale: 139º nel 2007

### Nor-Am Cup
- Miglior piazzamento in classifica generale: 7º nel 2009
- Vincitore della classifica di supergigante nel 2009
- 12 podi:
  - 4 vittorie
  - 4 secondi posti
  - 4 terzi posti

#### Nor-Am Cup - vittorie
| Data             | Località    | Paese  | Specialità |
| ---------------- | ----------- | ------ | ---------- |
| 7 dicembre 2006  | Lake Louise | Canada | DH         |
| 8 dicembre 2006  | Lake Louise | Canada | DH         |
| 12 dicembre 2008 | Lake Louise | Canada | SG         |
| 16 dicembre 2018 | Panorama    | Canada | SG         |

Legenda:

DH = discesa libera

SG = supergigante

### South American Cup
- Miglior piazzamento in classifica generale: 18º nel 2004
- 1 podio:
  - 1 vittoria

#### South American Cup - vittorie
| Data              | Località   | Paese | Specialità |
| ----------------- | ---------- | ----- | ---------- |
| 12 settembre 2003 | Antillanca | Cile  | GS         |

Legenda:

GS = slalom gigante

### Campionati canadesi
- 1 medaglia:
  - 1 bronzo (supergigante nel 2005)